# Vlag van Kampen

vlag van de gemeente Kampen

De vlag van Kampen is op 25 januari 1973 vastgesteld als de gemeentelijke vlag van de toenmalige Overijsselse gemeente Kampen. Na de gemeentelijke herindeling op 1 januari 2001 tussen Kampen en IJsselmuiden werd naast de gemeentenaam Kampen ook de vlag van Kampen gehandhaafd. De vlag bestaat uit twee horizontale banen van gelijke hoogte in de kleuren wit-blauw. De kleuren zijn afgeleid van het gemeentewapen.

## Geschiedenis
De oudste vermelding van een wit-blauwe vlag dateert uit 1380. Ook op de schouw in de Schepenzaal van het stadhuis uit 1545 is een wit-blauwe vlag te zien. De enig bekende vermelding in een vlaggenboek (uit 1686) toont echter een andere vlag, met wit en rood. Deze kleuren waren de Oostenrijkse kleuren, in 1495 verleend toen de stad onder keizer Maximiliaan tot Keizerlijke Vrije Rijksstad werd verheven.
Een vlag met blauw met een oversnijdend geel kruis komt uit 1708 voor in Hesmans wapenboek. Dit was mogelijk een hanzevlag.

### Verwante afbeeldingen

Wapen van Kampen
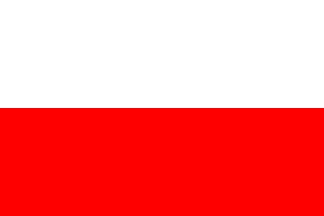
Vlag uit 1686
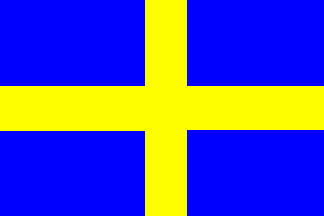
Vlag uit 1708

Almelo 
· Borne 
· Dalfsen 
· Deventer 
· Dinkelland 
· Enschede 
· Haaksbergen 
· Hardenberg 
· Hellendoorn 
· Hengelo 
· Hof van Twente 
· Kampen 
· Losser 
· Oldenzaal 
· Olst-Wijhe 
· Ommen 
· Raalte 
· Rijssen-Holten 
· Staphorst 
· Steenwijkerland 
· Tubbergen 
· Twenterand 
· Wierden 
· Zwartewaterland 
· Zwolle